# HRT 4
HRT 4, полное название Hrvatska radio televizija 4 (хорв. Хорватское радио телевидение 4), также известный как Četvrti program (с хорв. — «Четвёртая программа») — четвёртая телепрограмма Хорватского радио и телевидения, вещающая с 24 декабря 2012 года. В сетке программы — преимущественно информационные телепередачи.

## Программы
- Regionalni dnevnik
- Govornica
- Infokanal
- Videoblog
- Vijesti
- Bez komentara
- DW
- Manjinski mozaik
- Vijesti na engleskom jeziku
- DJH-reportaže
- Dokumentarna reportaža
- Dalekozor
- Plodovi zemlje
- Iz arhive IP-a

## Параметры вещания

### Наземное
- MUX B: Канал 4

### Спутниковое
- Eutelsat 16A: 10,721 ГГц / 27.5 (Viaccess 2.5, Viaccess 3.0)